# ZTE Arena
Het ZTE Arena (Zalaegerszegi Torna Egylet) is een multifunctioneel stadion in Zalaegerszeg, een plaats in Hongarije. 
In het stadion is plaats voor 11.200 toeschouwers. Het stadion wordt vooral gebruikt voor voetbalwedstrijden, de voetbalclub Zalaegerszegi TE maakt gebruik van dit stadion. Er werden ook een aantal internationale landenwedstrijden gespeeld. Tussen 2002 en 2017 werd het stadion gerenoveerd. Onder andere de tribunes werden daarbij overdekt gemaakt.

## Interlands
| Voetbalinterlands | Voetbalinterlands | Voetbalinterlands           | Voetbalinterlands | Voetbalinterlands      | Voetbalinterlands |
| №                 | Datum             | Wedstrijd                   | Uitslag           | Competitie             | Toeschouwers      |
| ----------------- | ----------------- | --------------------------- | ----------------- | ---------------------- | ----------------- |
| 1                 | 31 maart 1974     | Hongarije – Bulgarije       | 3–1               | vriendschappelijk      | 20.000            |
| 2                 | 19 augustus 1998  | Hongarije – Slovenië        | 2–1               | vriendschappelijk      | 12.000            |
| 3                 | 25 april 2004     | Hongarije – Japan           | 3–2               | vriendschappelijk      | 7.000             |
| 4                 | 26 maart 2008     | Hongarije – Slovenië        | 0–1               | vriendschappelijk      | 6.000             |
| 5                 | 5 september 2024  | Wit-Rusland – Bulgarije     | 0–0               | Nations League 2024/25 | 0                 |
| 6                 | 12 oktober 2024   | Wit-Rusland – Noord-Ierland | 0–0               | Nations League 2024/25 | 0                 |
| 7                 | 15 oktober 2024   | Wit-Rusland – Luxemburg     | 1–1               | Nations League 2024/25 | 0                 |